# Ariel Clark
Ariel Clark (Contea di Monterey, 23 novembre 1984 – Los Angeles, 4 aprile 2007) è stato un attore statunitense.

## Biografia
Figlio del regista Bob, lavorò varie volte con il padre esordendo sul grande schermo a soli undici anni in Un mare di guai (1995). Fu poi nel cast di I'll remember april (pellicola non arrivata in Italia) e di Un genio in pannolino (1999).
Nel 2004 fu aiuto regista del padre in Un genio in pannolino 2 e nello stesso anno ebbe due camei, uno in televisione e uno al cinema. Per il 2008 era in programma che aiutasse papà Bob nella sceneggiatura di due film che il celebre regista avrebbe dovuto dirigere in quell'anno.
Morì prematuramente il 4 aprile 2007 a causa di un incidente stradale a Los Angeles, in cui fu vittima anche suo padre, provocato da un automobilista ubriaco e senza patente, immigrato messicano clandestino.